# Ledesma de Soria
Ledesma de Soria es una localidad española del municipio de Gómara, perteneciente a la provincia de Soria, en la comunidad autónoma de Castilla y León. Está ubicada en la comarca del Campo de Gómara y el partido judicial de Soria.

## Situación
Localidad perteneciente a la comarca cerealística del Campo de Gómara y al Ayuntamiento de Gómara, distante de Soria 37 km desde la que se accede por la N-234. Por su término discurren los arroyos del Espino y de La Fuente. Desde el punto de vista jerárquico de la Iglesia católica forma parte de la diócesis de Osma la cual, a su vez, pertenece a la archidiócesis de Burgos.

## Historia
El censo de Pecheros de 1528, en el que no se contaban eclesiásticos, hidalgos y nobles, registraba la existencia 38 pecheros, es decir unidades familiares que pagaban impuestos.  En el documento original figura como Ledesma, formando parte del Sexmo de Arciel.
En el censo de 1787, ordenado por el conde de Floridablanca, figuraba como lugar de la Universidad de la Tierra de Soria en la Intendencia de Soria, con jurisdicción de realengo y bajo la autoridad del alcalde pedáneo en el Sexmo de Arciel.
A la caída del Antiguo Régimen la localidad se constituye en municipio constitucional, entonces conocido como Ledesma en la región de Castilla la Vieja que en el censo de 1842 contaba con 75 hogares y 290 vecinos. Hacia mediados del siglo XIX, el lugar tenía contabilizadas unas 76 casas. La localidad aparece descrita en el décimo volumen del Diccionario geográfico-estadístico-histórico de España y sus posesiones de Ultramar de Pascual Madoz de la siguiente manera:

LEDESMA: l. con ayunt. en la prov. y part. jud. de Soria (5 leg.), aud. terr. y c. g. de Burgos (27), dióc. de Osma (15). sit. al pie de un elevado cerro que le domina por el E., goza de buena ventilacion principalmenle por el N.: su clima es frio y propenso á dolores de costado, y catarros de mala especie: tiene 76 casas, la consistorial, cárcel, escuela de instruccion primaria frecuentada por 50 alumnos de ambos sexos á cargo de un maestro, á la vez sacristan y secretario de ayunt., dotado con 850 rs.; una fuente de aguas gruesas, que provee al vecindario para beber y demas usos domésticos; una igl. parr. (San Lorenzo) servida por un cura, cuya plaza es de entrada y de provision real y ordinaria: confina el térm. con los de Gomara, Tejado, Seron y Zarabes; dentro de él se encuentran varias fuentes y una ermita (Sta. Maria Magdalena): el terreno en su mayor parte es llano y de regular calidad; comprende un monte poblado de encina y roble. caminos: los locales y los que dirigen á Soria, Almazan y Aragon, todos en mediano estado. prod.: trigo, cebada, avena, legumbres, leñas de combustible y yerbas de pasto, con las que se mantiene ganado lanar y las caballerias necesarias para la agricultura. ind.: la agrícola comercio: esportacion del sobrante de frutos, ganado lanar é importacion de los art. de consumo que faltan. pobl.: 74 vec., 29O alm. cap. imp.: 64,520 rs. 24 mrs.
(Madoz, 1847, p. 120)

Hasta la reforma de la nomenclatura municipal de 1916 el municipio se llamaba simplemente Ledesma. En dicha fecha su nombre fue modificado por el de Ledesma de Soria. El municipio de Ledesma de Soria desapareció en 1972, al fusionarse con los de Gómara y Abión. Contaba entonces con 36 hogares y 124 habitantes.

## Demografía
| Gráfica de evolución demográfica de Ledesma de Soria entre 1842 y 1970 |
| |
| Población de derecho según los censos de población del INE Población de hecho según los censos de población del INEEn estos censos se denominaba Ledesma: 1842, 1857, 1860, 1877, 1887, 1897, 1900 y 1910 Entre el censo de 1981 y el anterior, este municipio desaparece porque se integra en el municipio 42096 (Gómara) |

Ledesma de Soria contaba a 1 de enero de 2015 con una población de 26 habitantes, 17 hombres y 9 mujeres.
| Gráfica de evolución demográfica de Ledesma de Soria entre 2000 y 2015                           |
|                                                                                                  |
| Población de derecho (2000-2015) según los censos de población del INE a 1 de enero de cada año. |

## Patrimonio
En la localidad hay una iglesia bajo la advocación de San Lorenzo, que consta de ábside semicircular y tramo presbiterial de época románica. Su ábside es semicircular con una saetera de medio punto cegada. También está ubicada en Ledesma de Soria la ermita de la Magdalena.

## Fiestas
- San Lorenzo, las fiestas patronales, el 10 de agosto.
- San Pascual Baylón, el 17 de mayo.